# Notre-Dame de la Bonne Santé

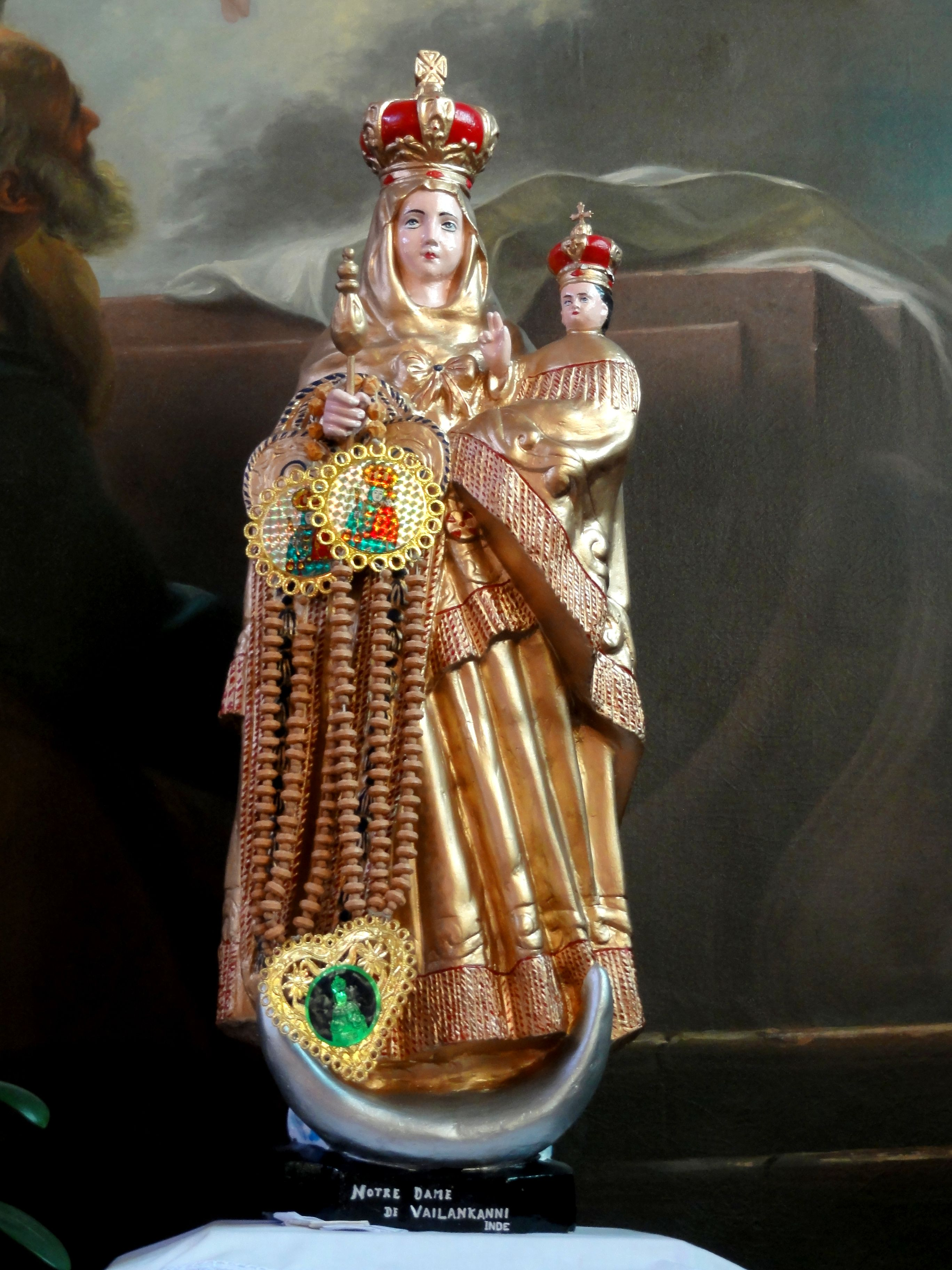
Notre-Dame de Velankanni à l'église Notre-Dame de Pontoise.

Notre-Dame de la Bonne Santé (tamoul : தூய ஆரோக்கிய அன்னை (tūya ārōkkiya annai) ; portugais : Nossa Senhora da Boa Saúde), appelée aussi Notre-Dame de Velankanni, est le vocable donné par les catholiques à la Vierge Marie qui serait apparue à plusieurs reprises aux XVIe et XVIIe siècles dans le village de Velankanni, au sud-est de l'Inde. Il est inspiré de l'invocation mariale de Notre-Dame de la Santé (portugais : Nossa Senhora da Saúde ; tamoul : ஆரோக்கிய அன்னை (ārōkkiya annai)), qui provient des litanies de Lorette.
Un site cultuel lui est dédié à Velankanni, la basilique Notre-Dame-de-Bonne-Santé. La basilique est reconnue comme un site attirant un grand nombre de pèlerins d'une vaste partie de l'Inde et d'au-delà, animée quotidiennement par son assemblée multilingue de prières.
La représentation de la Vierge est emblématique et unique sur le fait qu'elle est vêtue d'un sari. Certains rapportent aussi l'existence d'une autre Vierge de ce type, une statue qui aurait été enterrée à l'entrée d'un fort sur ordre d'Aurangzeb, d'autres évoquant qu'elle serait inhumée avec cet empereur moghol.

## Histoire
S'il n'existe pas de documents ou de références contemporains connus au sujet des apparitions de Marie à Velankanni, seule la tradition orale — Mise à l'écrit entre la fin du XIXe siècle et le début du XXe siècle — narre trois apparitions ou intercessions durant les XVIe et XVIIe siècles, dont le miracle des marins portugais, sauvés d'une tempête au large du golfe du Bengale. La dévotion à Notre-Dame-de-Santé de Velankanni fut grande dans sa région à partir du XVIIe siècle, rassemblant par-delà les différences confessionnelles ou ethnolinguistiques. Au début du XXe siècle, elle était encore très vivante parmi la communauté indo-portugaise.
En 1962, l'église de Notre-Dame-de-Bonne-Santé est élevée au rang de basilique mineure par le pape Jean XXIII, une reconnaissance de la portée spirituelle importante de Velankanni. En 2024, le Dicastère pour la Doctrine de la foi exprime son approbation de la foi mariale dans le sanctuaire et salue les « fruits spirituels » qu'il produit.

### Intercessions mariales
Trois grandes apparitions ou intercessions « miraculeuses » sont attribuées à Notre-Dame de la Bonne Santé, toutes sont datées des XVIe et XVIIe siècles et ont eu lieu à Velankanni et dans ses alentours.

#### Le berger endormi
C'est vers 1580 que la Vierge apparaît pour la première fois à un berger assoupi sur les bords d'un étang et au pied d'un banian ou d'un bananier,,,,.
Cet enfant, qui devait se rendre à Negapatam pour apporter du lait à son maître, est réveillé par la luminosité éclairant une belle dame tenant un enfant dans ses bras. Cette femme demande s'il peut lui donner le lait qu'il transportait pour nourrir son enfant, le berger ne pouvant refuser tend le pot à la dame et repart avec ce qu'il lui reste.
Arrivé à la demeure de son maître, l'enfant s’excuse du peu de lait amené et raconte sa mésaventure. Le maître sceptique, se laisse cependant convaincre, ouvre le pot et constate que le récipient est plein à ras bord. Le lait se mis à bouillir et à déborder de lui-même. S'écriant au miracle, le berger et le maître partent pour l'étang et se prosternent au sol pour vénérer la Vierge.

#### L'enfant boiteux
Quelques années plus tard, vivait à Velankanni une pauvre veuve et son fils boiteux,. La mère envoyait tous les jours son fils sur un monticule situé au bord d'une route et d'un figuier des banians, afin de vendre le babeurre qu'elle produisait.
Un jour, l'enfant était là comme d'habitude. Mais les clients étaient rares et la journée était particulièrement chaude, le boiteux inquiété par le peu de vente réalisé, vit apparaître une dame et un nourrisson entourée d'une lumière éclatante. La belle femme demanda au pauvre garçon s'il pouvait bien lui donner une tasse. Le boiteux content de servir une cliente si ravissante, lui offrit une grande tasse à boire.
La Vierge prise de pitié et de tristesse face à la souffrance de cet enfant, eut un tendre regard maternel qui le guérit. L'infirme ne se rendit pas compte du miracle, jusqu'au moment où la dame lui demande d'aller à Negapatam pour demander à un catholique fortuné de bâtir une chapelle en son nom. L'enfant répondit que son handicap ne lui permet pas de se déplacer aisément, Marie lui demanda de se lever et l'infirme se mit à marcher sans problème.
Il se mit à courir jusqu'à la ville, où il rencontra un bienfaiteur qui n'eut pas de difficulté à croire l'enfant, le riche homme lui-même ayant eu une vision de la Vierge la nuit dernière. Ils partirent tous les deux à Velankanni, et y bâtirent avec l'aide de la population une première petite chapelle sous forme d'une hutte ou d'une chaumière.
Rapidement, le lieu devient un sanctuaire visité par de nombreux pèlerins de toute croyances confondues.

#### Les marins portugais
Au XVIIe siècle,, un navire marchand portugais partit de Macao pour Colombo fut pris dans une violente tempête au large de la côte orientale de l'Inde. Les marins qui s'y trouvaient à bord prièrent la Vierge Marie pour les sauver de l'inévitable perte. Ils parvinrent à Velankanni en toute sécurité et bâtirent une église face au bord de mer. Au fil du temps le lieu de culte construit par les miraculés est à maintes reprises agrandi.

### Le culte de Notre-Dame-de-Santé à Velankanni
Si le vocable marial de Notre-Dame de la Santé est relativement ancien et universel, la dévotion sous ce titre s’est distinguée par son caractère ponctuel, apparaissant spécialement dans des contextes de crises sanitaires. Le culte marial connaît ainsi un essor particulier aux XVIe et XVIIe siècles en Europe, émergeant en de nombreux endroits à travers le continent, frappé à cette période par plusieurs épidémies de peste,. C'est notamment le cas à Venise et en Dalmatie (Santa Maria della Salute), à Carpentras (Notre-Dame-de-Santé), à Cordoue (Nuestra Señora de la Salud) ou encore à Lisbonne (Nossa Senhora da Saúde).
À partir du XVIe siècle, la diffusion du catholicisme dans les possessions ibériques aux Amériques, en Afrique et en Asie, y entraîne aussi l’introduction du culte de Notre-Dame-de-Santé,. Celui-ci culmine notamment au Mexique (à Pátzcuaro),, au Brésil (à Salvador de Bahia, à Poços de Caldas et à Brasília) et aux Philippines (à Bulacain et à Manille-Quezon).
Durant cette même période, peut être aussi remarqué un attachement particulier envers Notre-Dame-de-Santé à Rome, parmi l’ordre des Clercs réguliers pour les malades, alors tout juste fondé. L’église Sainte-Marie-Madeleine, église-mère des Camilliens, renferme une icône de Notre-Dame-de-Santé particulièrement célébrée. Celle-ci, appelée « Salus Infirmorum (Santé des infirmes) », figure dans le scapulaire de l’ordre (Scapulaire de Notre-Dame salut des malades).

## Basilique

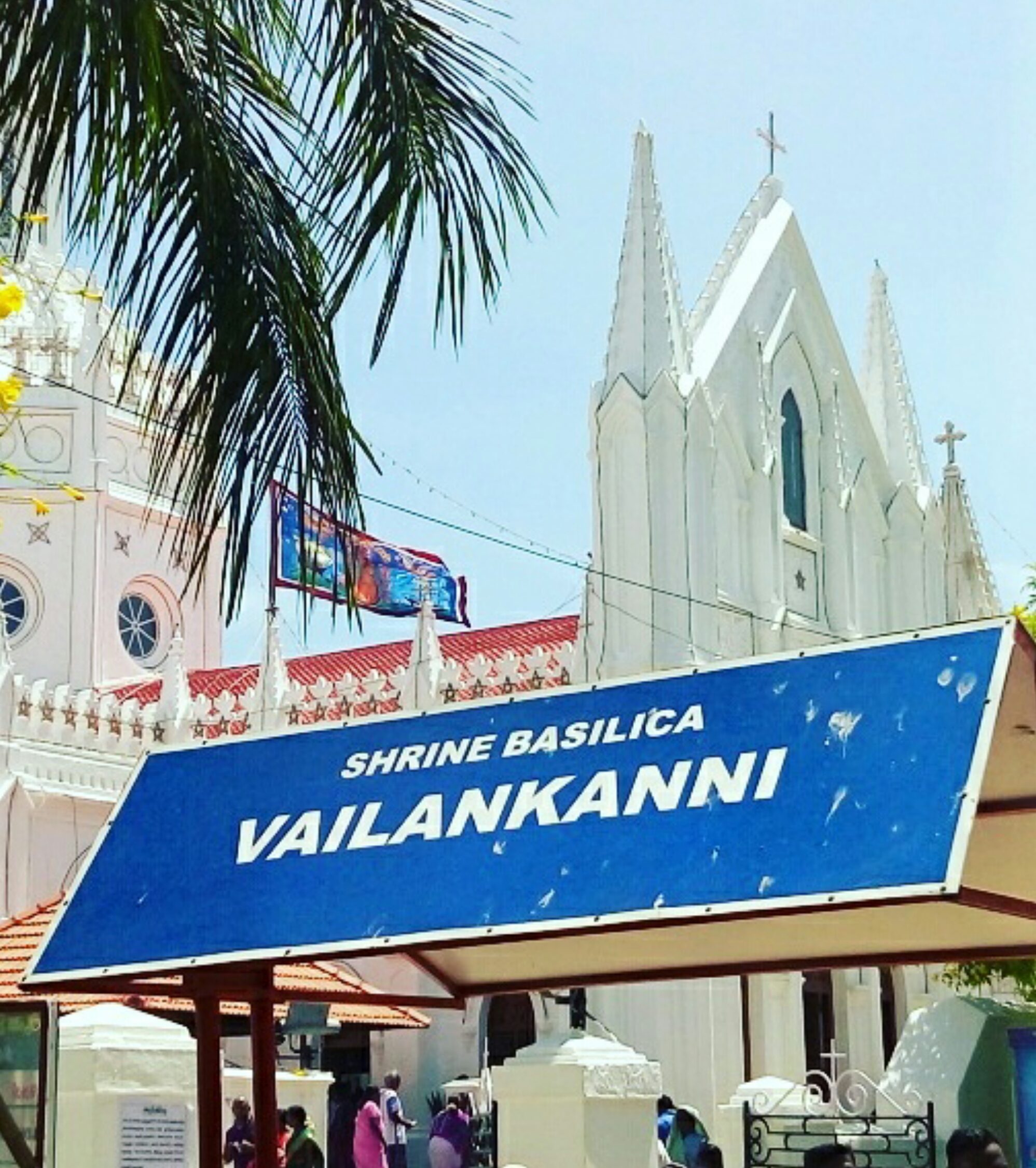
Basilique durant le festival annuel où un drapeau est levé en l'honneur de la Vierge.

Une grande église de style néogothique se trouve au cœur de Velankanni, élevée à la mémoire des intercessions mariales. Dans sa configuration actuelle, la basilique peut être distinguée en deux bâtiments, la partie orientée vers l'est, qui constitue l'église historique, et la partie orientée vers l'ouest, une extension moderne. L'ensemble, daté essentiellement du XXe siècle, a une situation centrale dans le bourg de Velankanni et sur le parcours emprunté par les pèlerins entre les différents sites de dévotion.
La partie ancienne de la basilique, l'église historique, connaît d'importants travaux d'agrandissement en 1920. Son retable, où est nichée la statue de la Vierge de Velankanni, est remarquable pour son ornementation, couvert d'azulejos ou de carreaux de Delft représentants des scènes bibliques. L'extension de la basilique est construite entre 1974 et 1975 afin de mieux accueillir les pèlerins et organiser les messes en plusieurs langues. Sa façade est conçue à la façon de celle du sanctuaire de Notre-Dame de Lourdes en France.

## Fête annuelle
Le 8 septembre, fête de la Nativité de Marie, est aussi célébré comme la fête de Notre-Dame de Bonne Santé. La célébration commence le 29 août et se termine le jour de la fête : des prières sont alors dites en tamoul, malayalam, canarais, concanais, télougou, marathe, hindi et en anglais.
À cette occasion un grand pèlerinage a lieu dans l'extrême-sud de l'Inde, durant lequel de nombreux pèlerins partent à Velankanni à pied, vêtus d'orange, couleur associée à Notre-Dame. Cette période est remarquable pour les automobilistes et routiers de la région du fait de l'importante fréquentation des piétons en marge des chaussés.

### Autres églises et sanctuaires

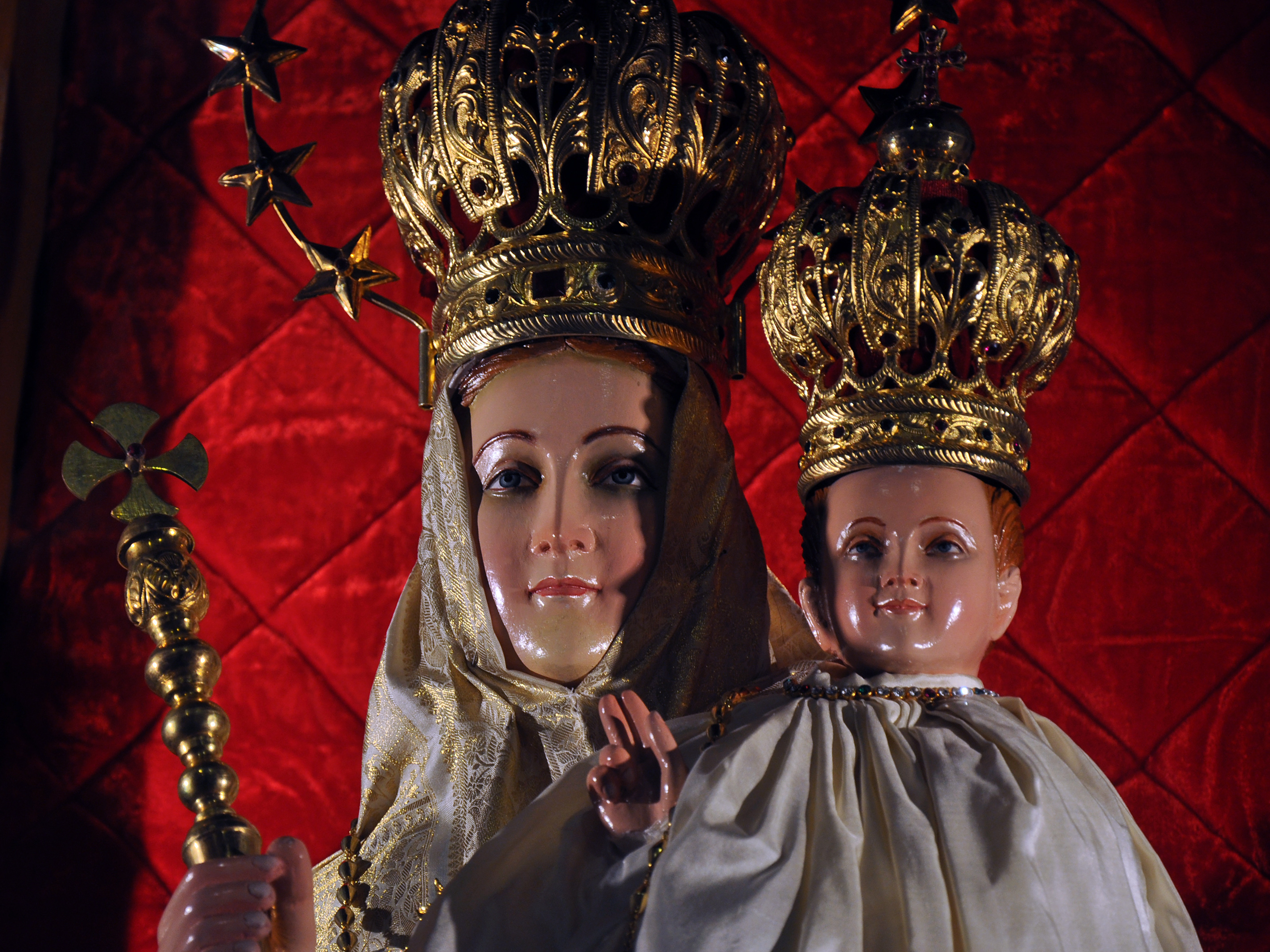
Statue de Notre-Dame de Velankanni à la basilique de Notre-Dame de Fourvière à Lyon.

- Sanctuaire Annai Velankanni, Besant Nagar, Madras, Tamil Nadu, Inde
- Sanctuaire Notre-Dame de Bonne Santé, Basilique Sainte-Marie, Shivajinagar, Bangalore, Karnataka, Inde
- Sanctuaire Annai Velankanni, Anna Nagar, Madurai, Tamil Nadu, Inde

- Église Notre-Dame de Bonne Santé, Kottapattu, Tiruchirappalli, Tamil Nadu, Inde
- Église Notre-Dame de Vailankanni, Farla, Karnataka, Inde[23]
- Église Notre-Dame de Bonne Santé, Colombo, Sri Lanka
- Église Notre-Dame de Vailankanni, Uchchamuni, Kalpitiya, Sri Lanka[24]
- Chapelle Notre-Dame de Bonne Santé, Kampung Pandan, Kuala Lumpur, Malaisie
- Graha Maria Annai Velangkanni, Medan, Sumatra du Nord, Indonésie.
- Église paroissiale Notre-Dame de la Bonne Santé, Ontario, Canada[25]
- Une petite chapelle à l'intérieur de la Crypte de la Basilique du Sanctuaire National de l'Immaculée-Conception, Washington, DC, États-Unis

## Film
Un film en langue tamoule a été réalisé en l'honneur de Notre-Dame de la Bonne Santé avec le titre Annai Velankanni en 1971. Le film a été réalisé par K. Thankappan, mettant en vedette des stars du cinéma tamoul, y compris Gemini Ganesan, Kamal Haasan, K. R. Vijaya, Jayalalithaa et Padmini.

## Source
- (en) Cet article est partiellement ou en totalité issu des articles intitulés en anglais « Our Lady of Good Health » (voir la liste des auteurs) et  « Basilica of Our Lady of Good Health » (voir la liste des auteurs).

### Articles liés
- Velankanni
- Basilique Notre-Dame-de-Bonne-Santé